# St. Jacobi (Werther)
St. Jacobi ist eine evangelisch-lutherische Kirche im ostwestfälischen Werther im Kreis Gütersloh. Die Gemeinde erstreckt sich über 35,13 km² und umfasst rund 7000 Gläubige (Stand 2009). Kirche und Gemeinde gehören zum Kirchenkreis Halle der Evangelischen Kirche von Westfalen.

## Geschichte
Urkundlich wurde der Ort Werther als „Wartera“ erstmals 1050 in einer Abschrift des Heberegisters des Stiftes Freckenhorst genannt. Das Register regelte die Abgabenpflichten gegenüber dem Freckenhorster Kloster. Eine erste Nennung einer Kirche erfolgte 1312. Archäologische Grabungen konnten unter der St. Jacobikirche jedoch einen Vorgängerbau des 9. Jahrhunderts nachweisen.
Die heutige Kirche besteht aus einem einschiffigen gotischen vierjochigen Langhaus aus dem 14. Jahrhundert, dessen zwei östliche Joche als Chorraum dienten. An diese schlichte Saalkirche wurde 1876/77 ein Querhaus und ein Chor in neogotischen Formen angefügt. Der Westturm stammt in seinen Untergeschossen aus einer romanischen Bauperiode und wurde bei der archäologischen Grabung des Jahres 1980 in das erste Drittel des 13. Jahrhunderts datiert. Er erhielt sein Obergeschoss sowie die Einwölbung des Untergeschosses  im Zuge der Erweiterung der Kirche 1876/77 und prägt heute mit 44 Metern Höhe die Silhouette von Werther. Im Rahmen der Vergrößerung des Kirchenraumes wurden nördliche und südliche Anbauten abgetragen, die eine Seitenkapelle bzw. die Sakristei darstellten.

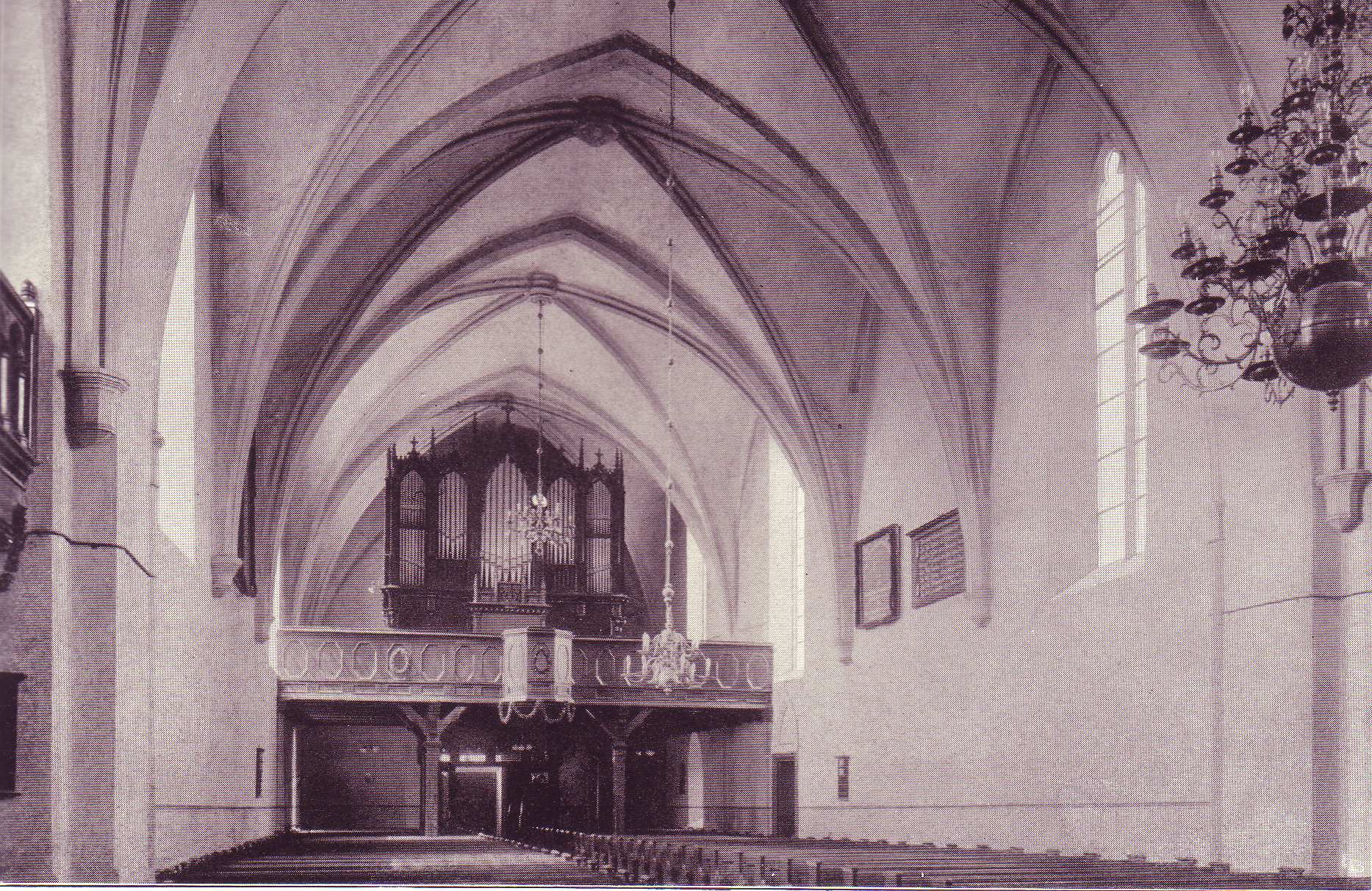
Langhaus Richtung Westen, 1908
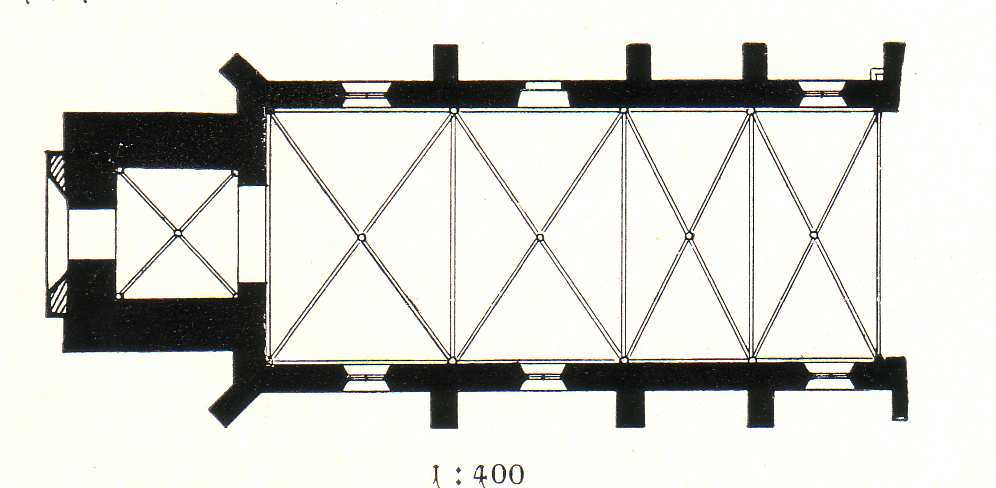
Grundriss des gotischen Langhauses, 1908